# Berserk (manga)
Berserk (japanska: ベルセルク Hepburn: Beruseruku) är en japansk fantasy-manga som är skriven och illustrerad av författaren Kentaro Miura (1966-2021). Den första volymen av Berserk publicerades av Hakusensha’s Jet Comics collection den 26 november 1990. Efter den fjärde volymen publicerades Berserk i Hakusensha’s Young Animal magasin månadsvis. Berserk har blivit adapterad till en anime-serie med 25 avsnitt samt en filmtrilogi som båda omfattar “Den Gyllene Åldern” (“The Golden Age”). Man har även skapat två tv-spel som är baserade på Berserk.

## Handling
Berserk handlar om Guts, Den svarta riddaren, en fruktad krigare som det endast talas om i skuggorna. Han bär ett gigantiskt svärd, en järnhand, och ärr från otaliga strider och tortyr. Hans kött är också permanent märkt av uppoffringsstämpeln, ett ondskefullt tecken som lockar till sig de ondaste krafterna gör honom till sitt offer. Men Guts kommer inte att falla för sitt öde, han ska spilla ett blodbad genom de förbannade, och alla andra som är dåraktiga nog att stå i Guts väg. Följd av alven Puck, som är mer en förargelse än en kamrat, ska Guts följa en obehaglig väg av mörker och blod som endast leder till döden, eller hämnd.

## Delar
Det har getts ut 357 kapitel av Berserk i Japan. 357 finns samlade i 40 volymer. Kentaro Miura brukar ge ut cirka två volymer om året.

## Lista över Berserkavsnitt
Det har hittills kommit ut 25 anime-avsnitt av Berserk och de täcker den första bågen: Gyllene åldern.
Avsnitt 1: "The Black Swordsman" ("Den Svarta Svärdsmannen")
Mörker, hopplöshet och förtvivlan ligger över landet när Guts, den svarta svärdsmannen, anländer. Fastän Guts på något sätt förlorat högra ögat och halva vänstra armen tvekar han inte att kasta sig mot fienden för att utkräva den hämnd som han så djupt suktar efter. Alldeles i slutet av den första episoden bjuds tittarna på en flashback som berättar hur det blev som det blev.
Avsnitt 2: "Band of the Hawk" ("Hökkompaniet")
Guts möter Hökkompaniet för första gången och trots att den mystiske Griffith förvillar honom är han inte sen att utmana honom på duell.
Avsnitt 3: "First Battle" ("Första Striden")
Griffith besegrar Guts och som en del av förlusten måste Guts ansluta till Hökkompaniet.
Avsnitt 4: "The Hand of God" ("Guds Hand")
Åren går och Hökkompaniet blir både större och starkare men Guts plågas fortfarande av minnena han har av sin adoptivfar Gambino.
Avsnitt 5: "A Wind of Swords" ("En Vind av Svärd")
Avsnitt 6: "Zodd the Immortal" ("Zodd den Odödlige")
Guts och Griffith ställs öga mot öga med monstret Zodd. Zodd besegrar Guts och Griffith och bataljen är nära att kosta dem livet men Beheliten som Griffith bär runt halsen blir deras räddning.
Avsnitt 7: "The Sword's Owner" ("Svärdets Ägare")
Avsnitt 8: "Conspiracy" ("Konspiration")
Avsnitt 9: "Assassination" ("Lönnmord")
Greve Julius retar sig på Griffith och de hatiska känslorna växer sig än starkare när Griffith dessutom börjar flirta med prinsessan Charlotte. Julius har planer på ett lönnmord och jakten kommer lägligt, förlupna pilar är ju inte helt ovanliga. En av Julius män tar sig an uppdraget och den förgiftade pilen träffar perfekt i bröstet och loppet verkar kört för Griffith men ännu en gång kommer Beheliten till den vita hökens räddning. Griffith genomskådar komplotten och skickar Guts att mörda Julius.
Avsnitt 10: "Noble Man" ("En Ädel Man")
Guts mördar Julius och fler därtill och kommer undan med blotta förskräckelsen. Väl tillbaka är Guts mycket skärrad över dådet och hans vänskap med Griffith får sig en ordentlig törn av Griffith eget tal.
Avsnitt 11: "The Battle" ("Slaget")
Avsnitt 12: "Together" ("Tillsammans")
Avsnitt 13: "Prepared for Death" ("Beredd på Döden")
Avsnitt 14: "Bonfire of Dreams"
Avsnitt 15: "The Decisive Battle" ("Den Avgörande Striden")
Avsnitt 16: "The Conqueror" ("Erövraren")
Avsnitt 17: "Moment of Glory"
Avsnitt 18: "Tombstone of Flames"
Avsnitt 19: "Separation" ("Avsked")
Avsnitt 20: "Sparks" ("Gnistor")
Avsnitt 21: "Confession" ("Bekännelse")
Avsnitt 22: "Infiltration"
Guts och hans vänner tar sig in i Midlands fängelsehålor för att frita Griffith men djupt nere i valvgångarna väntar en obehaglig överraskning. Guts och de andra lyckas få med sig Griffith ut i friheten men problemen är långt ifrån lösta.
Avsnitt 23: "Eve of the Feast" ("Kvällen innan Högtiden")
Guts och de andra har befriat den vita höken men Griffith är krossad och bara skalet av den en gång så stolta fältherren finns kvar. Klarar Hökkompaniet av att resa sig från den här smällen?
Avsnitt 24: "The Great Eclipse" (Den Stora Förmörkelsen")
Mörkret har fallit och Gudahanden har vaknat. Griffith står inför ett avgörande beslut.
Avsnitt 25: "Time of Eternity" ("Evigheten")
Hökkompaniet är samlat och står på nytt öga mot öga med fienden men klarar de verkligen av en armé av demoniska bestar?